# 메세키누스속
메세키누스속(Mesechinus)은 고슴도치 속의 하나이다. 동아시아에서 발견되는 3종을 포함하고 있다.

## 하위 종
- 다우리아고슴도치 (Mesechinus dauuricus)
- 휴고슴도치 (Mesechinus hughi)
- 가오리궁숲고슴도치 (Mesechinus wangi)[2]